# Pac-Man/Pac-Man (singolo)
Pac-Man/Pac-Man (base musicale) è un singolo discografico di Packi, pseudonimo di Pasquale Canzi,  pubblicato nel 1985. Pac-Man era la sigla della serie animata omonima scritta da Gianni Zilioli su musica e arrangiamento originali di Joseph Barbera, Hoyt Stoddard Curtin e William Hanna. Sul lato b è incisa la versione strumentale.

## Tracce
Lato A
1. Pac-Man – 2:23 (Gianni Zilioli-William Hanna-Joseph Barbera-Hoyt Stoddard Curtin)

Durata totale: 2:23
Lato B
1. Pac-Man (base musicale) – 2:23 (Gianni Zilioli-William Hanna-Joseph Barbera-Hoyt Stoddard Curtin)

Durata totale: 2:23

## Edizioni
Entrambi i brani sono stati inseriti nella compilation W la TV.